# あおもり・ふぁん
『あおもり・ふぁん』は、2014年4月1日からFM青森で放送されている青森県の広報番組である。放送時間は毎週月曜 - 金曜 16:55 - 17:00 （日本標準時）。

## 概要
それまで平日12:55枠で放送されていた『情報ぱれっと』の後継番組で、同様にFM青森のアナウンサーたちがキャスターを務めている。ただし、収録放送だった『情報ぱれっと』とは違って本番組は生放送で行われており、県の担当者が生で電話出演することがある。